# Elaphe flavolineata
Elaphe flavolineata este o specie de șerpi din genul Elaphe, familia Colubridae, descrisă de Schlegel 1837. A fost clasificată de IUCN ca specie cu risc scăzut. Conform Catalogue of Life specia Elaphe flavolineata nu are subspecii cunoscute.